# Широкоушки
Широкоушки (лат. Barbastella) — род млекопитающих отряда рукокрылых семейства кожановых, родственный ушанам (Plecotus).

## Описание

### Внешний вид
Размеры представителей семейства мелкие и средние. Длина тела 43—60 мм. Длина хвоста 40—55 мм. Длина предплечья 35—45 мм. Крылья длинные, заостренные на конце, широкие у основания. Крыловая перепонка прикрепляется к задней конечности у основания внешнего пальца. Длина хвоста почти равна длине тела, конец хвоста выступает за край широкой межбедренной перепонки не более чем на 1—2 мм. Вдоль основания шпоры тянется невысокая эпиблема.
Отличительная черта от других родов — широкие ушные раковины срастаются у основания и почти соприкасаются внутренними краями над головой; их тыльная сторона покрыта мехом. Широкий в основании козелок сильно вытянут и заострен к вершине, задний край козелка изогнут серповидно. Голова имеет своеобразную форму. Морда сильно укороченная, тупая. Кожа между глазами и межноздревым промежутком часто голая. Данная область ограничена двумя большими кожными складками, снаружи также имеющими голые участки. Волосяной покров длинный, мягкий и густой. Окраска темно-бурая или чёрная, вершины волос могут быть беловатыми или желтоватыми. Одна пара сосков у самок.
Череп широкоушек имеет малые размеры лицевого отдела и непропорционально большую, округлую мозговую капсулу. Лобно-носовой изгиб верхней линии профиля черепа почти не выражен. Крыша носовой области — плоская, слабо вдавленная площадка; мозговая капсула наиболее высока в теменном отделе и понижается к затылочной части. Сагиттальный гребень не развит. Скуловые дуги тонкие, узко расставленные; скуловая ширина меньше ширины черепа в области слухокостей. Носовая вырезка широкая и глубокая, задний край передне-нёбной вырезки достигает линии, соединяющей передние грани больших переднекоренных зубов (Р3). Костные слуховые буллы небольших размеров.
Зубная формула: I 2/3 C 1/1 P 2/2 M 3/3 = 34. Передний верхний резец двухвершинный, задний резец значительно уступает по размерам переднему. С каждой стороны верхней челюсти имеется по одному ничтожно малому переднекоренному зубу (Р1), который трудноразличим без увеличения, оттеснён внутрь от средней линии зубного ряда и зажат между основаниями сомкнутых друг с другом клыка и большого переднекоренного (Р3). Последний заднекоренной (М3) не сплющен в передне-заднем направлении. С каждой стороны нижней челюсти имеется по одному малому переднекоренному зубу.

### Образ жизни
Днем скрываются в пещерах, расщелинах скал, дуплах деревьев, зданиях. Больших колоний не образуют, обычно держатся поодиночке или небольшими группами. Полет быстрый, с крутыми поворотами. Оседлые, дальних миграций не совершают; максимальная известная дистанция сезонного перемещения — около 290 км, средняя — около 20 км. На зиму впадают в спячку.

### Распространение
Обитают в умеренном поясе и субтропиках Евразии. Широко распространены в большей части Европы к северу до Шотландии, Норвегии и к востоку до Правобережной Украины и Крыма, на Кавказе, в Передней Азии, Средней Азии, Гималаях, Южном и Центральном Китае, Японии, на полуострове Индокитай.
Всего род включает, по-видимому, не менее 6-7 видов; 
- Европейская широкоушка (Barbastella barbastellus)
- Barbastella beijingensis
- Каспийская широкоушка (Barbastella caspica)
- Азиатская широкоушка (Barbastella darjelingensis)
- Синайская широкоушка (Barbastella leucomelas)
- Японская широкоушка (Barbastella pacifica)

Разнообразие широкоушек Восточной Азии нуждается в изучении и описании. На территории России обитают три вида: европейская широкоушка (Barbastella barbastellus) — в Предкавказье и на Кавказе, каспийская широкоушка (Barbastella caspica) — в Закавказье, и японская широкоушка (Barbastella pacifica) — на острове Кунашир.